# 이가와 토고
이가와 토고(伊川東吾, 1946년 9월 26일 ~ )는 일본의 배우, 연극 감독이다.

## 영화
- 스타워즈: 라스트 제다이 (2017년)
- 정상회담 살인사건 (2016년)
- 브레이킹 더 뱅크 (2014년)
- 스트리트 파이터: 전설의 귀환 (2014년)
- 에벌리 (2014년)
- 꾸뻬씨의 행복여행 (2014년) - 승려 역
- 테이스팅 메뉴 (2013년) - 카미야마 이사오 역
- 47 로닌 (2013년)
- 갬빗 (2012년) - 타카가와 역
- 쟈니 잉글리쉬 2: 네버다이 (2011년) - 팅 왕 역
- 고슴도치의 우아함 (2009년)
- 닌자 (2009년) - 선생 역
- 나이트 트레인 (2009년)
- 존 라베 - 난징 대학살 (2009년) - 토쿠야스 후쿠다 역
- 토마스와 친구들: 선로 위의 영웅 (2009년) - 히로 (영국 & 미국) 목소리 역
- 사이즈의 문제 (2009년) - 키타노 역
- 스피드 레이서 (2008년)
- 영웅과 악인 (2007년)
- 웨이터 (2006년)
- 리볼버 (2005년)
- 게이샤의 추억 (2005년) - 타나카 역
- 아이돌 섹스 (2004년) - 오쉬마 역
- 코드 46 (2003년)
- 라스트 사무라이 (2003년) - 하세가와 장군 역
- 경찰, 은행을 털다 (2001년)
- 아이즈 와이드 셧 (1999년)
- 야망의 세월 (1994년)
- 비즈니스 어페어 (1994년)
- 스위치 2 (1992년)
- 돌아오지 않은 Kal 007기 (1989, Coded Hostile)
- 반달 거리 (1986년)
- 한없이 투명에 가까운 블루 (1980년)